# Guerras climáticas
Guerras climáticas (del alemán: Klimakriege) es un ensayo de Harald Welzer –psicólogo social y sociólogo- publicado en 2008. Ha sido publicado en español en 2011.

## Índice del libroGuerras climáticas
El libro ‘’Guerras climáticas. Por qué mataremos (y nos matarán) en el siglo XXI’’, en su edición en español,  se estructura en doce capítulos, cada uno de unas 25 páginas, además de una bibliografía, un índice analítico y un índice de nombres:
- 1.- Un buque en el desierto. Pasado y futuro de la violencia.
- 2.- Conflictos climáticos.
- 3.- Calentamiento global y catástrofes sociales
- 4.- Cambio climático. Un panorama sintético.
- 5.- Matar ayer.
- 6.- Matar hoy. Ecocidios.
- 7.- Matar mañana. Guerras permanentes, limpiezas étnicas, terrorismo, desplazamiento de las fronteras.
- 8.- Personas transformadas en realidades transformadas.
- 9.- El renacimiento de viejos conflictos: fe, clases, recursos y la erosión de la democracia.
- 10.- Más violencia.
- 11.- Lo que se puede hacer y lo que no (I).
- 12.- Lo que se puede hacer y lo que no (II).

## Ediciones
En español
- 2011 - Guerras climáticas. Por qué mataremos (y nos matarán) en el siglo XXI, (trad. Alejandra Obermeier Klimakriege. Wofür im 21. Jahrhundert getötet wird), Katz Editores, ISBN 978-987-1566-50-1, Argentina - ISBN 978-84-92946-27-3 España, 346 pp. Vista previa en Google Books[2]

En alemán
- 2008 - Klimakriege. Wofür im 21. Jahrhundert getötet wird, S. Fischer, Fráncfort del Meno., ISBN 3-10-089433-2[3][4][5][6]